# Louchats
Louchats é uma comuna francesa na região administrativa da Nova Aquitânia, no departamento da Gironda. Estende-se por uma área de 38,64 km². Em 2010 a comuna tinha 743 habitantes (densidade: 19,2 hab./km²).